# Крижень австралійський
Крижень австралійський (Anas superciliosa) — вид водоплавних птахів родини качкових (Anatidae). Поширений
в Австралазії.

## Поширення
Цей вид гніздиться в Індонезії від півдня Суматри, Яви та Сулавесі до Іріан-Джая, Папуа-Нової Гвінеї (включаючи Нову Британію та Нову Ірландію), Соломонових Островів, Вануату, Нової Каледонії, Австралії, Каролінських островів, Палау, Фіджі, Тонги, Самоа та Американського Самоа, Островів Кука, Островів Товариства та Нової Зеландії.
Розмножується та живиться в широкому діапазоні наземних і морських водно-болотних угідь та естуаріїв. Він також використовує штучні середовища проживання, такі як дамби ферм і стоки.

## Опис
Це відносно велика качка з довжиною тіла близько 55 см. Самці важать близько 1,1 кг, самки — близько 1 кг. Оперення темно-буре, окремі пір'я мають світлі краї. На світло-коричневому обличчі від дзьоба через око проходить характерна темно-коричнева смуга.

## Розмноження
Гніздування відбувається з серпня по грудень. Самиця відкладає 10-12 яєць кремового кольору в гніздо в густій траві або в дупло дерева. Насиджуванням і вихованням молодняку протягом 26-28 днів займається тільки самиця. Харчуються каченята в основному водними безхребетними, дорослі особини харчуються переважно водними рослинами.